# Шкопау
Шкопау (нем. Schkopau) — община в Германии, в земле Саксония-Анхальт. 
Входит в состав района Зале.  Население составляет 11 458 человек (на 31 декабря 2010 года). Занимает площадь 90,66 км².